# Synchroonzwemmen op de Olympische Zomerspelen 2012 – Team
Het onderdeel team van het synchroonzwemmen op de Olympische Zomerspelen 2012 in Londen vond plaats op 9 en 10 augustus 2012.

## Uitslag
| Rang   | Land             | Namen | Routine   | Routine | Totaal  |
| Rang   | Land             | Namen | Technisch | Vrij    | Totaal  |
| ------ | ---------------- | --- | --------- | ------- | ------- |
| Goud   | Rusland          | Anastasia Davydova, Maria Gromova, Natalja Isjtsjenko, Elvira Chasjanova, Darja Korobova, Aleksandra Patskevitsj, Svetlana Romasjina, Anzjelika Timanina, Alla Sjisjkina | 98,100    | 98,930  | 197,030 |
| Zilver | China            | Chang Si, Chen Xiaojun, Huang Xuechen, Jiang Tingting, Jiang Wenwen, Liu Ou, Luo Xi, Wu Yiwen, Sun Wenyan                                                                | 97,000    | 97,010  | 194,010 |
| Brons  | Spanje           | Clara Basiana, Alba Cabello, Ona Carbonell, Margalida Crespi, Andrea Fuentes, Thais Henriquez, Paula Klamburg, Irene Montrucchio, Laia Pons                              | 96,200    | 96,920  | 193,120 |
| 4      | Canada           | Marie-Pier Boudreau Gagnon, Stephanie Durocher, Jo-Annie Fortin, Chloe Isaac, Stephanie Leclair, Tracy Little, Elise Marcotte, Valerie Welsh, Karine Thomas              | 94,400    | 95,230  | 189,630 |
| 5      | Japan            | Yumi Adache, Aika Hakoyama, Yukiko Inui, Mayo Itoyama, Chisa Kobayashi, Risako Mitsui, Mariko Sakai, Kurumi Yoshida, Mai Nakamura                                        | 93,800    | 93,830  | 187,630 |
| 6      | Groot-Brittannië | Katie Clark, Katie Dawkins, Olivia Allison, Jennifer Knobbs, Victoria Lucass, Asha Randall, Jenna Randall, Katie Skelton, Yvette Baker                                   | 87,300    | 88,140  | 175,440 |
| 7      | Egypte           | Reem Abdalazem, Shaza Abdelrahman, Nour El Afandi, Dalia El-Gebaly, Samar Hassounah, Youmna Khallaf, Mai Mohamed, Mariam Omar, Aya Darwish                               | 77,600    | 78,360  | 155,960 |
| 8      | Australië        | Eloise Amberger, Jenny-Lyn Anderson, Sarah Bombell, Olia Burtaev, Tamika Domrow, Bianca Hammett, Tarren Otte, Samantha Reid, Frankie Owen                                | 77,500    | 77,430  | 154,930 |